# Миллер, Дик
Дик Миллер (англ. Dick Miller, настоящее имя Ричард, 25 декабря 1928 — 30 января 2019) — американский актёр, мастер эпизода. На его счету более ста ролей в кино и на телевидении. Наиболее известен по фильмам «Солдатики», «Байки из склепа: Рыцарь-демон», «Гремлины» и «Терминатор».
В 1985 году номинировался на премию «Сатурн» как лучший актёр второго плана в фильме «Гремлины».

## Биография
Дик Миллер родился 25 декабря 1928 года в Бронксе, Нью-Йорк, в семье еврейских эмигрантов из России. В молодости он служил в вооружённых силах и серьёзно занимался боксом. В пятидесятых годах Миллер перебрался из Бронкса в Лос-Анджелес, где был замечен Роджером Корманом, у которого сыграл в нескольких фильмах. После этого он двадцать лет проработал у Кормана на студии.
Самым знаменитым героем актёра остался на многие годы Уолтер Пейсли из фильма «Ведро крови» (1959), этого персонажа Миллер так или иначе изображал во многих следующих фильмах. Это его единственная главная роль в карьере. Дик Миллер — один из любимых актёров режиссёра Джо Данте, у которого он снялся практически во всех фильмах. Актёр также неоднократно сотрудничал с Робертом Земекисом и Джонатаном Капланом.
Миллер появился в картине «Криминальное чтиво» (1994), но эпизод был вырезан из-за большой длительности картины. В кинематографических кругах Миллер считался человеком «одной сцены или эпизода». Он очень любил фильмы ужасов и фантастики, и многие режиссёры считали делом чести пригласить его хоть на пару секунд в свои фильмы этих жанров. Помимо актёрской профессии Дик Миллер освоил и некоторые другие смежные навыки в кинематографическом ремесле: написал несколько сценариев и срежиссировал пару серий успешных телевизионных сериалов.
Академия фантастических фильмов, фэнтази и фильмов ужасов США номинировала его на премию «Сатурн» как лучшего актёра второго плана за роль в фильме «Гремлины» (1984).
Актёр дал большое интервью, которое впоследствии включили в цикл «Сто лет ужаса» (1996).
Миллер женился на Лейни (Шейла Элейн Халперн) 6 октября 1967 года и воспитали дочь Барбару.

## Фильмография

### Актёр
- 2014 — Моя девушка — зомби / Burying the Ex
- 2014 — That Guy Dick Miller
- 2009 — Врата / Hole, The — разносчик пиццы
- 2003 — Луни Тюнз: Снова в деле / Looney Tunes: Back in Action / The Untitled Looney Tunes Project — охранник
- 2003 — Карен Сиско / Karen Sisco — Сальваторе Джильяни
- 2001 — Шоссе 666 / Route 666 — бармен
- 2001 — Такова жизнь / That’s Life — эпизод
- 1999 — Скорая помощь / ER — мистер Акерман
- 1999 — Полиция Нью-Йорка / NYPD Blue — Карл Боуд
- 1999 — Ищейки / Snoops — Джоли
- 1999 — Время твоей жизни / Time of Your Life — Рэй
- 1999 — Бестолковый / Clueless — Ральф
- 1998 — Солдатики / Small Soldiers — Джо
- 1998 — Летопись Осириса / The Warlord: Battle for the Galaxy — Педдлер
- 1997 — Заговор против Америки / Second Civil War, The — Эдди О’Нилл
- 1996 — Чудеса науки / Weird Science
- 1996 — Сестра, сестра / Sister, Sister — мистер Эйхельбергер
- 1995 — Самая преданная поклонница / Number One Fan — эпизод
- 1995 — Звёздный Путь: Глубокий Космос 9 / Star Trek: Deep Space Nine / DS9 — Вин
- 1995 — Байки из склепа: Рыцарь-демон / Demon Knight — дядя Вилли
- 1994 — Шейк, Рэттл и Рок! / Shake, Rattle and Rock! — офицер Пейсли
- 1994 — Лоис и Кларк: Новые приключения Супермена / Lois & Clark: The New Adventures of Superman — Макс Лейн
- 1994 — Криминальное чтиво / Pulp Fiction / Black Mask — Монстр Джо (эпизод в фильм не вошел)
- 1994 — Дочери в бегах / Runaway Daughters — Рой Фаррелл
- 1994 — Агрессивные дамочки / Attack of the 5 Ft. 2 Women — офицер Мерфи
- 1993 — Падшие ангелы / Fallen Angels — Карл
- 1993 — Дрожь / Quake
- 1992 — Утренник / Matinee — Херб Деннинг
- 1992 — Незаконное вторжение / Unlawful Entry — эпизод
- 1992 — Злые мультфильмы / Evil Toons — Берт
- 1992 — Вспышка III: Смертоносный паслен / Flash III: Deadly Nightshade — Фоснайт
- 1992 — Амитивилль 6: Проклятые часы / Amityville 1992: It’s About Time — мистер Андерсен
- 1991 — Смертельная страсть / The Woman Who Sinned — Томас
- 1991 — Рок / Roc — Мэтт
- 1991 — Моторама / Motorama — эпизод
- 1991 — Эри Индиана / Eerie, Indiana — Аль
- 1991 — Флэш / Flash, The — Фоснайт
- 1990 — Кто босс? / Who’s the Boss? — менеджер мотеля
- 1990 — Гремлины 2: Новый отряд / Gremlins 2: The New Batch — Мюррэй Фаттерман
- 1990 — Главарь мафии / Mob Boss — Майк
- 1989 — Призрак Голливуда / Ghost Writer — владелец клуба
- 1989 — Предместье / Burbs, The — эпизод
- 1989 — Кошмары Фредди / Freddy’s Nightmares / Freddy’s Nightmares: A Nightmare on Elm Street: The Series — Аль Крамер
- 1989 — Вдали от дома / Far from Home — Билл Чайлдерс
- 1988 — Смертельная ярость / Dead Heat — эпизод
- 1988 — Звёздный путь: Следующее поколение / Star Trek: The Next Generation / Star Trek: TNG — Вендор
- 1988 — Эльвира — повелительница тьмы / Elvira, Mistress of the Dark — сержант Нил
- 1988 — Ангел 3: Финальная глава / Angel III: The Final Chapter — Ник Пеллегрини
- 1987 — Проект Икс / Project X — Макс Кинг
- 1987 — Детективное агентство «Лунный свет» / Moonlighting — эпизод
- 1987 — Внутреннее пространство / Innerspace — таксист
- 1987 — Амазонки на Луне / Amazon Women on the Moon / Kentucky Fried Sequel — Дэнни Клэйтон
- 1986 — Удивительные истории / Amazing Stories — Фред
- 1986 — Роботы-убийцы / Chopping Mall — Уолтер Пейсли
- 1986 — Ответ оружием / Armed Response — Стив
- 1986 — Ночь кошмаров / Night of the Creeps — Уолт
- 1985 — После работы / After Hours — Пит
- 1985 — Исследователи / Explorers — Чарли Дрейк
- 1987 — Слава / Fame — Лу Мэки
- 1984 — Уолтер / W*A*L*T*E*R — эпизод
- 1984 — Терминатор / Terminator, The — продавец в оружейном магазине
- 1984 — Сказки темной стороны / Tales from the Darkside — Сеймур Фурман
- 1984 — Гремлины / Gremlins — Мюррэй Фаттерман
- 1984 — V: Последняя битва / V: The Final Battle — Дэн Паскаль
- 1983 — Сумеречная зона / Twilight Zone: The Movie — Уолтер Пейсли
- 1983 — Станьте сумасшедшими / Get Crazy — отец Сьюзи
- 1983 — Сердце, как колесо / Heart Like a Wheel — Мики Уайт
- 1983 — Ложь / Lies — продюсер
- 1983 — Космические налётчики / Space Raiders — Безумный Мел
- 1983 — Все нужные движения / All the Right Moves — преподаватель в аудитории
- 1982 — Слава / Fame
- 1982 — Полицейский отряд / Police Squad! — Вик
- 1982 — Главный госпиталь / General Hospital — эпизод
- 1982 — Белая собака / White Dog — эпизод
- 1981 — Позывные сердца / Heartbeeps — фабричный рабочий
- 1981 — Вой / Howling, The — Уолтер Пейсли
- 1980 — Подержанные автомобили / Used Cars — мужчина в кровати
- 1980 — Доктор Хэкил и мистер Хайп / Dr. Heckyl and Mr. Hype — Ирзил/Орсон
- 1982 — Такси / Taxi
- 1979 — Одиннадцатая жертва / 11th Victim — Нед
- 1979 — Мыло / Soap
- 1979 — Элис / Alice — эпизод
- 1979 — Дама в красном / The Lady in Red — Патек
- 1979 — Высшая школа рок-н-ролла / Rock 'n' Roll High School — шеф полиции
- 1979 — 1941-й — офицер Миллер
- 1978 — Я хочу держать твою руку / I Wanna Hold Your Hand — Бреннер
- 1978 — Пиранья / Piranha — Бак Гарднер
- 1978 — Лето в поисках «Корвета» / Corvette Summer — мистер Лаки
- 1977 — Хантер / Hunter — эпизод
- 1977 — Нью-Йорк, Нью-Йорк / New York, New York — Владелец клуба
- 1977 — Мистер Миллиард / Mr. Billion — Берни
- 1976 — Пушечное ядро! / Cannonball! — Бенни Бакмен
- 1976 — Голливудский бульвар / Hollywood Boulevard — Уолтер Пейсли
- 1975 — Сумасшедшая мамаша / Crazy Mama — Уилбур Джейнвэй
- 1975 — Лихорадка на белой полосе / White Line Fever — Бёрди
- 1975 — Капоне / Capone — Джо Прайор
- 1974 — Женщина-полицейский / Police Woman — Мэтт
- 1974 — Грузовик Тернер / Truck Turner / Black Bullet — Фогэрти
- 1974 — Большая плохая мама / Big Bad Mama — Бонни
- 1973 — Учителя студента / Student Teachers, The — Хэррис
- 1973 — Привести в исполнение / Executive Action — эпизод
- 1973 — Молодые медсестры / The Young Nurses — коп
- 1972 — Макклауд / McCloud — эпизод
- 1970 — Испытание в Андерсонвилле / Andersonville Trial, The — комик
- 1968 — Мишени / Targets — эпизод
- 1968 — Легенда о Лайле Клер / The Legend of Lylah Clare — эпизод
- 1968 — Дикие гонщики / The Wild Racers
- 1967 — Сети зла 1967 / Dragnet 1967 — Хэрри Джонсон
- 1967 — Резня в день Святого Валентина / St. Valentine’s Day Massacre, The — эпизод
- 1967 — Поездка / Trip, The (США) :: Кэш
- 1967 — Грязная дюжина / The Dirty Dozen — эпизод
- 1967 — Время убивать / Time for Killing, A — Золликоффер
- 1966 — Комбат! / Combat! — молодой солдат
- 1966 — Заклейменный / Branded
- 1966 — Дикие ангелы / Wild Angels, The — Риггер
- 1966 — Дикая, дикая зима / Wild Wild Winter — Рилк
- 1965 — Пляжный мяч / Beach Ball — эпизод
- 1965 — Девочки на пляже / The Girls on the Beach — эпизод
- 1964 — Вирджинец / Virginian, The — Йон Блейк
- 1963 — Террор / Terror, The / Castle of Terror — Стефан
- 1963 — Икс / X / X: The Man with the X-Ray Eyes — Хеклер
- 1963 — Бонанза / Bonanza — Сэм
- 1962 — Похороненные заживо / Premature Burial — Мол
- 1961 — Ревущие двадцатые / The Roaring 20’s — Берт
- 1961 — Захвати эту капсулу / Capture That Capsule — Эд Новак
- 1961 — Атлас / Atlas — греческий солдат
- 1960 — Маленький магазинчик ужасов / Little Shop of Horrors, The — Барсон Фуч
- 1959 — Неприкасаемые / Untouchables, The — Бенни Бристоу
- 1959 — Ведро крови / Bucket of Blood, A — Уолтер Пейсли
- 1958 — Сети зла / Dragnet — эпизод
- 1958 — Команда М / M Squad — Пит Кастро
- 1957 — Шоу Гейл Сторм / The Gale Storm Show — эпизод
- 1957 — Рок всю ночь / Rock All Night — Шорти
- 1957 — Из другого мира / Not of This Earth — Джо Пайпер
- 1957 — Восставшие из мертвых / The Undead
- 1955 — Женщина из племени апачей / Apache Woman — Толл Три / Эд Таунсмен

### Озвучивание
- 2005 — Лига справедливости / Justice League — Оберон
- 1996 — Сто лет ужаса / 100 Years of Horror
- 1994 — Бэтмэн / Batman Бокскарс «Бокси» Беннетт
- 1993 — Бэтмэн: Маска фантазма / Batman: Mask of the Phantasm — Чаки Сол

### Режиссёр
- 1988 — Сонни Спун / Sonny Spoon
- 1986 — Полиция Майами / Miami Vice

### Сценарист
- 1975 — Джексон про прозвищу «Динамит» / T.N.T. Jackson